# Euparyphus proxipalus
Euparyphus proxipalus är en tvåvingeart som beskrevs av Quist 1973. Euparyphus proxipalus ingår i släktet Euparyphus och familjen vapenflugor. Inga underarter finns listade i Catalogue of Life.